# Вадслеит
Вадслеит или Уэдслиит (англ. wadsleyite) — высокобарная полиморфная модификация оливина. Является минералом ромбической сингонии. Впервые был обнаружен в хондрите Peace River в Канаде.

## Описание
Описан в 1966—1968 годах, назван в честь австралийского химика Артура Вадсли (Arthur David Wadsley (1918—1969)), известного своими работами в области структурной кристаллографии минералов и неорганических соединений.
Вадслеит (β-Mg2SiO4) может формироваться либо путем трансформации на глубине около 300 км клинопироксенов в соответствии с реакцией:
2(Mg,Fe)SiO3 = (Mg,Fe)2SiO4 (вадслеит) + SiO2 (стишовит),
либо как результат перестройки оливина на глобальной границе «410 км». На рубеже «520 км» вадслеит трансформируется в шпинелеподобный рингвудит (γ-Mg2SiO4).
Вадслеит и рингвудит рассматриваются как главные аккумуляторы воды в переходной зоне (410—670 км), запасы которой превышают объём Мирового океана. С кристаллохимической точки зрения эта особенность состава формально безводных вадслеита и рингвудита определяется заменой в их структурах части анионов O2− на гидроксильные группы OH−. Предпосылкой для этого в структуре вадслеита служит присутствие атома О, который не участвует в SiO4-тетраэдрах, а координирован лишь пятью атомами Mg. Таким образом, сумма валентных усилий на этом анионе — 1.67, что можно объяснить лишь вхождением до 33 % группами ОН и в сочетании с искажением катионных полиэдров.
Трансформация оливина в вадслеит должна приводить к увеличению скоростей прохождения сейсмических волн на 13 %. На самом же деле, на глубине 410 км она увеличивается всего на 3—5 %. Чтобы избежать противоречий между петрологической моделью верхней мантии и сейсмологическими данными, допускается вхождение дополнительных атомов железа и водорода в структуру вадслеита, что приводит к уменьшению жёсткости вещества переходной зоны, и, соответственно, к снижению скорости распространения сейсмических волн.
Как предполагает Ю. М. Пущаровский, обогащение вадслеита железом должно вовлечь в реакцию большое количество оливина мантии. В свою очередь это должно сопровождаться изменением химического состава пород вблизи границы раздела «410».